# William Friedkin
William Friedkin (Chicago, Illinois, 1935. augusztus 29. – Los Angeles, Kalifornia, 2023. augusztus 7.) Oscar-díjas amerikai filmrendező, forgatókönyvíró és filmproducer.

## Élete és pályafutása
William Friedkin Chicagóban született 1935. augusztus 29-én Louis Friedkin és Rae Green gyermekeként.
1956-tól a chicagói tv-nél dolgozott. 1957-től rendezőként dolgozott. 1965-ben Hollywoodba költözött. 1966-tól játékfilmeket készített. 1967-ben rendezte első filmjét, a Jó időket, melynek egyik főszereplője Cher volt. Első nagy sikere az 1971-es Francia kapcsolat volt, amellyel meg is nyerte a legjobb rendezőnek járó Oscar-díjat. 1972-ben a Rendezők Társaságának egyik megalapítója volt. 1973-ban Az ördögűző című filmje is legendás lett. 10 évvel később (1983) Az évszázad üzlete című filmben olyan színészekkel dolgozott együtt, mint például Chevy Chase, Gregory Hines és Sigourney Weaver. 2000-ben kiadta Az ördögűző – rendezői változatát is. 2007-2009 között a CSI: A helyszínelők című sorozat rendezője volt.

## Magánélete
1977-1979 között Jeanne Moreau volt a felesége. Második házassága három évig tartott (1982-1985), ekkor Lesley-Anne Down volt a párja. Harmadik felesége Kelly Lange volt, akivel 1987-1990 között élt. 1991 óta Sherry Lansinggel élt együtt.

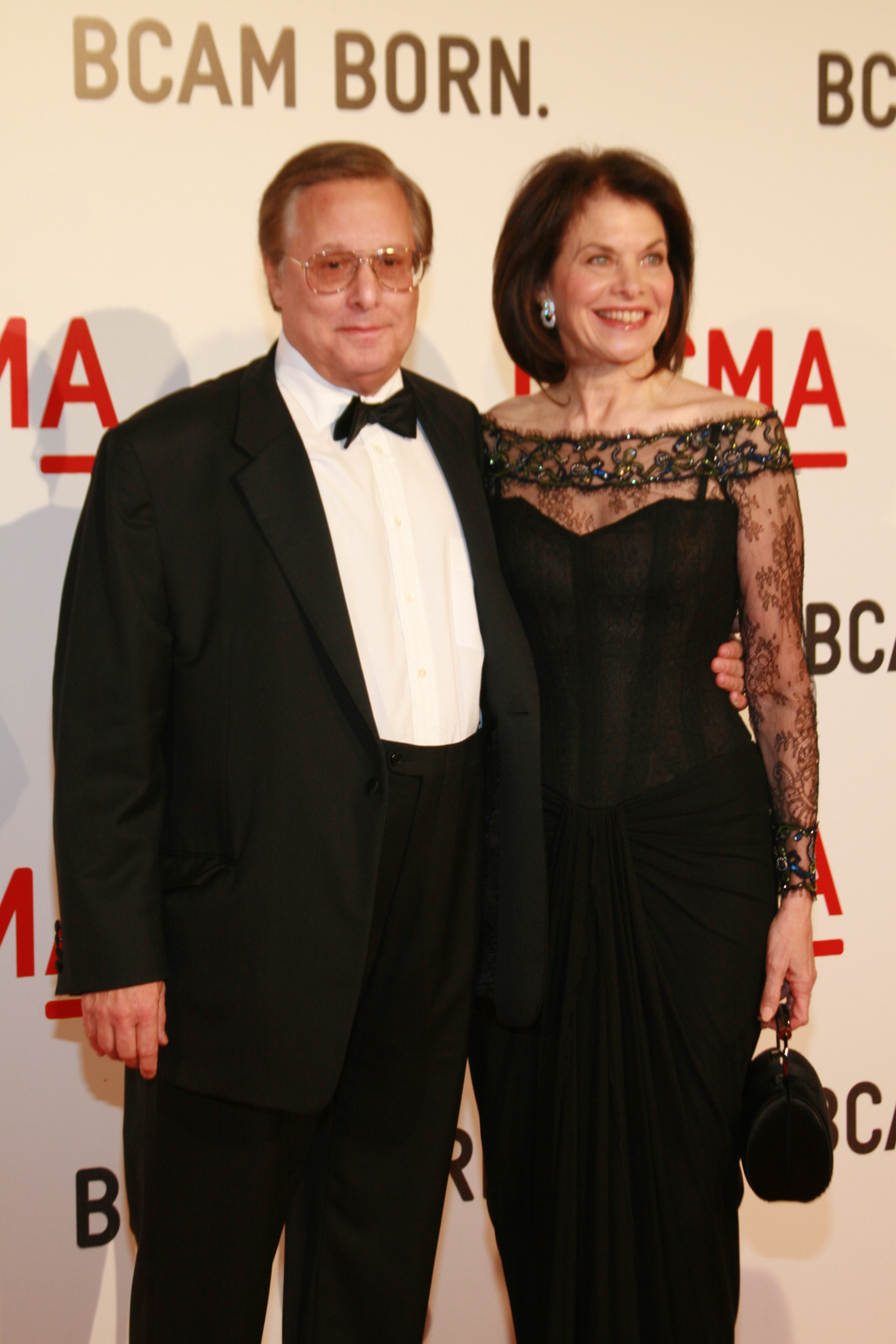
William Friedkin és Shery Lansing 2008. február 9-én Los Angelesben

## Filmográfia

### Film
| Év   | Magyar cím                                         | Eredeti cím                                  | Feladatkör | Feladatkör | Feladatkör |
| Év   | Magyar cím                                         | Eredeti cím                                  | Rendező    | Író        | Producer   |
| ---- | -------------------------------------------------- | -------------------------------------------- | ---------- | ---------- | ---------- |
| 1967 |                                                    | Good Times                                   | Igen       | Nem        | Nem        |
| 1968 |                                                    | The Birthday Party                           | Igen       | Nem        | Nem        |
| 1968 | Razzia Minsky bárjában                             | The Night They Raided Minsky's               | Igen       | Nem        | Nem        |
| 1970 | A fiúk a csapatban                                 | The Boys in the Band                         | Igen       | Nem        | Nem        |
| 1971 | Francia kapcsolat                                  | The French Connection                        | Igen       | Nem        | Nem        |
| 1973 | Az ördögűző                                        | The Exorcist                                 | Igen       | Nem        | Nem        |
| 1977 | A félelem ára                                      | Sorcerer                                     | Igen       | Nem        | Igen       |
| 1978 | Haláli meló                                        | The Brink's Job                              | Igen       | Nem        | Nem        |
| 1980 | Portyán                                            | Cruising                                     | Igen       | Igen       | Nem        |
| 1983 | Az évszázad üzlete                                 | Deal of the Century                          | Igen       | Nem        | Nem        |
| 1985 | Élni és meghalni Los Angelesben                    | To Live and Die in L.A.                      | Igen       | Igen       | Nem        |
| 1987 | Sátáni megszállottság                              | Rampage                                      | Igen       | Igen       | Igen       |
| 1990 | A vérszomjas dada                                  | The Guardian                                 | Igen       | Igen       | Nem        |
| 1994 | Csont nélkül                                       | Blue Chips                                   | Igen       | Nem        | Nem        |
| 1995 | Jade                                               | Jade                                         | Igen       | Nem        | Nem        |
| 2000 | A bevetés szabályai                                | Rules of Engagement                          | Igen       | Nem        | Nem        |
| 2003 | Veszett vad                                        | The Hunted                                   | Igen       | Nem        | Nem        |
| 2006 |                                                    | Bug                                          | Igen       | Nem        | Nem        |
| 2011 | Gyilkos Joe                                        | Killer Joe                                   | Igen       | Nem        | Nem        |
| 2017 |                                                    | The Devil and Father Amorth (dokumentumfilm) | Igen       | Igen       | Nem        |
| 2023 | Zendülés a Caine hadihajón – Hadbírósági tárgyalás | The Caine Mutiny Court-Martial               | Igen       | Igen       | Nem        |

### Televíziós rendezései
| Év        | Magyar cím             | Eredeti cím                    | Megjegyzések                 |
| --------- | ---------------------- | ------------------------------ | ---------------------------- |
| 1965      |                        | The Alfred Hitchcock Hour      | 1 epizód                     |
| 1985      | Alkonyzóna             | The Twilight Zone              | 1 epizód                     |
| 1986      | Antiterrorista Csoport | C.A.T. Squad                   | - tévéfilm - vezető producer |
| 1988      |                        | C.A.T. Squad: Python Wolf      | - tévéfilm - vezető producer |
| 1992      | Mesék a kriptából      | Tales from the Crypt           | 1 epizód                     |
| 1994      |                        | Jailbreakers                   | tévéfilm                     |
| 1997      | Tizenkét dühös ember   | 12 Angry Men                   | tévéfilm                     |
| 2007–2009 | CSI: A helyszínelők    | CSI: Crime Scene Investigation | 2 epizód                     |

## Díjai
- Oscar-díj
  - 1971 díj: legjobb rendező – Francia kapcsolat
- Golden Globe-díj
  - 1971 díj: legjobb rendező – Francia kapcsolat
  - 1974 díj: legjobb rendező – Az ördögűző